# Puertito de Güímar
Puertito de Güímar es una de las entidades de población que conforman el municipio de Güímar, en la provincia de Santa Cruz de Tenerife ―Canarias, España―.

## Geografía
Puertito de Güímar es una localidad costera ubicada a unos cinco kilómetros de la capital administrativa y a una altitud media de 6 m s. n. m.
Dispone de una parroquia dedicada a Santiago Apóstol y la virgen del Carmen, un centro de educación infantil y primaria, una oficina de Correos, un pequeño puerto pesquero y un club náutico, un consultorio médico y un centro sociosanitario, farmacia, canchas deportivas, plazas públicas, paseos y parques infantiles, así como diversos comercios, bares y restaurantes.
Posee varias playas tranquilas y resguardadas del oleaje por diferentes diques de roca, poseyendo además una playa específica para perros.
Gran parte de la superficie de la localidad se halla incluida en la reserva natural especial del Malpaís de Güímar, donde destaca el cono volcánico conocido como Montaña Grande y el campo de lavas o «malpaís» adyacente.

### Clima
El clima suele ser subtropical todo el año, con escasa humedad, existiendo muy pocos días de lluvia al año.[cita requerida]

## Demografía
| Año        | 2000  | 2005  | 2010  | 2015  | 2020  | 2022  |
| ---------- | ----- | ----- | ----- | ----- | ----- | ----- |
| Habitantes | 1 456 | 2 074 | 2 779 | 3 393 | 4 428 | 4 775 |

## Deportes
Debido al viento que sopla en su costa, El Puertito es una buena zona para practicar deportes de vela, tales como el surf, el kite-surf y similares.[cita requerida]

## Fiestas
Sus fiestas patronales se celebran en julio en honor a Santiago Apóstol (25 de julio) y la virgen del Carmen (16 de julio).

## Comunicaciones
Se llega al barrio por la carretera del Puerto TF-61.

### Transporte público
En autobús ―guagua― queda conectado mediante la siguiente línea de TITSA:
| Línea | Trayecto                                                     | Recorrido     |
| ----- | ------------------------------------------------------------ | ------------- |
| 120   | Santa Cruz - Güímar (por Candelaria y el Puertito de Güímar) | Horario/Línea |